# Цыганское
Цыганское (укр. Циганське) — село,
Кировский сельский совет,
Полтавский район (Полтавская область),
Полтавская область,
Украина.
Код КОАТУУ — 5324081409. Население по переписи 2001 года составляло 218 человек.

## Географическое положение
Село Цыганское находится в 1,5 км от правого берега реки Полузерье,
на расстоянии в 0,5 км от села Косточки.
Через село проходит автомобильная дорога М-03.